# الطاقة الشمسية في سويسرا

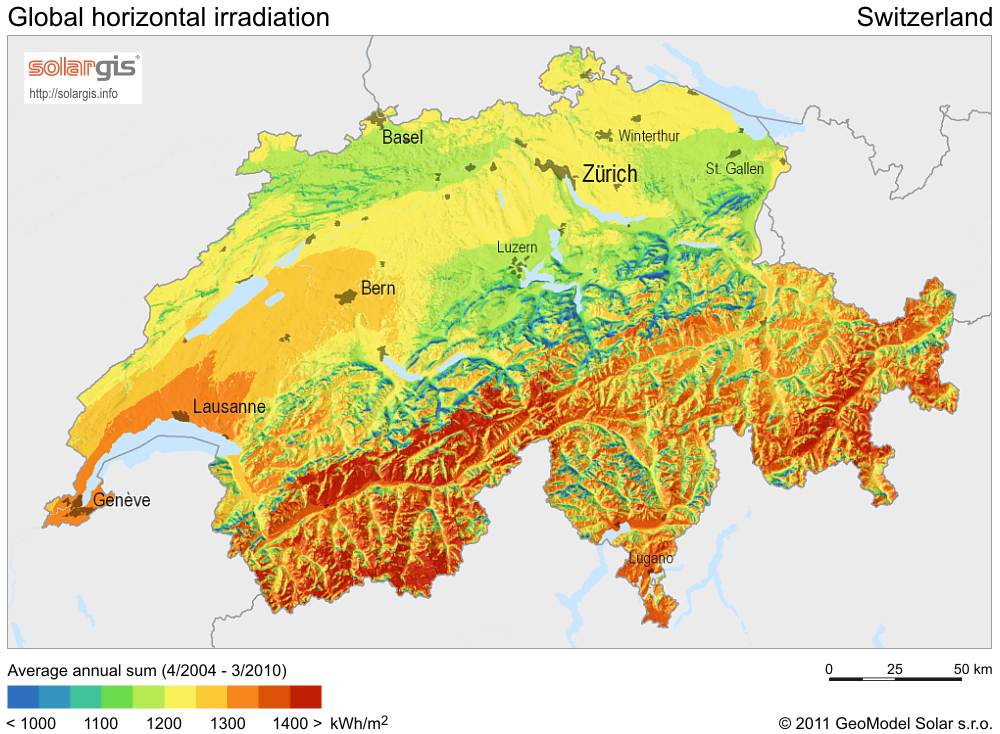
الإشعاع الشمسي في سويسرا.

نمت الطاقة الشمسية في سويسرا نموا سريعا في السنوات الأخيرة الماضية بسبب انخفاض تكلفة الإنشاء والتسهيلات التي قامت بها الحكومة لتشجيع الإستثمار في هذا المجال. في عام 2013، زادت السعة التراكمية 69٪ ووصلت تقريبا إلى 730 ميجاوات، تدخل الطاقة الشمسية في حوالي 0.8٪ في التطبيقات غير الكهربائية للبلد بتقدير 544 جيجاوات ساعة.
في عام 2014، تم إضافة 320 ميجاوات أخرى لتصل السعة الكلية إلى 1067 ميجاوات، لترتفع مكانة سويسرا في قائمة أكثر عشرين دولة إنتاجا للطاقة الشمسية. وفقا لتقديرات الوكالة الدولية للطاقة (IEA)، السعة المثبته في نهاية عام 2014 ستكون كافية لتوليد ما يقرب من 2٪ من الكهرباء اللازمة للبلاد. مقارنة ب 0.8٪ في عام 2013.
قديما، كانت سويسرا إحدى الدول الرائدة في مجال الطاقة الشمسية في فترة الثمانينات وأوائل التسعينات، لكن منذ ذلك الحين فقدت إيقاعها السريع وسبقها جيرانها مثل إيطاليا وألمانيا. ولكن مع إغلاق محطات الطاقة النووية، فإن سوق الكهرباء السويسري يمر حاليا بأكبر تغيير له في التاريخ.
توجد أكبر محطة للطاقة الشمسية في سويسرا في أونينس، كانتون وات، بسعة كلية تصل إلى 8.3 ميجاوات. تم إنشاء المحطة بواسطة شركة سا سوليول (Soleol SA).

## التسعيرة
أقرت الحكومة الفيدرالية تسعيرة مناسبة لوحدة الطاقة الشمسية مختلفة عن تسعيرة مصادر الطاقة التقليدية لتشجيع المستثمرين. هذه التسعيرة تغطي الفرق بين تكاليف الإنتاج وأسعار السوق وتضمن معدل ربح جيد.

## الإحصائيات

نمو نصيب الفرد بالوات من الطاقة الشمسية في الإتحاد الأوروبي منذ عام 1992 'watts per capita'

| نهاية عام                                                            | السعة الكلية | الزيادة السنوية |
| -------------------------------------------------------------------- | ------------ | --------------- |
| 1992                                                                 | 4.7          | n.a.            |
| 1993                                                                 | 5.8          | 1               |
| 1994                                                                 | 6.7          | 1               |
| 1995                                                                 | 7.5          | 1               |
| 1996                                                                 | 8.4          | 1               |
| 1997                                                                 | 9.7          | 1               |
| 1998                                                                 | 12           | 2               |
| 1999                                                                 | 13           | 1               |
| 2000                                                                 | 15           | 2               |
| 2001                                                                 | 18           | 2               |
| 2002                                                                 | 20           | 2               |
| 2003                                                                 | 21           | 2               |
| 2004                                                                 | 23           | 2               |
| 2005                                                                 | 27           | 4               |
| 2006                                                                 | 30           | 3               |
| 2007                                                                 | 36           | 6               |
| 2008                                                                 | 48           | 12              |
| 2009                                                                 | 74           | 26              |
| 2010                                                                 | 110          | 37              |
| 2011                                                                 | 211          | 100             |
| 2012                                                                 | 437          | 226             |
| 2013                                                                 | 756          | 319             |
| 2014                                                                 | 1,076        | 320             |
| المصدر: تقرير الوكالة الدولية للطاقة (IEA-PVPS) عام 2013، وعام 2014. |              |                 |

| <0.1, n/a 0.1-1 1-10 | 10-50 50-100 100-150 | 150-200 200-300 300-450 |

## وصلات خارجية
- Swiss Federal Office of Energy